# Steilene fyr
Steilene fyrstation eller Fyrsteilene fyrstation er et fyr som ligger på øen Fyrsteilene i Oslofjorden. vest for Nesoddlandet i Nesodden kommune i Viken fylke i Norge. Fyrsteilene hører til øgruppen Steilene. Fyret blev etableret i 1837 og affolket og automatiseret i 1984. Der blev da bygget en ny fyrlygte nær den gamle bygning.
I dag er fyret ejet af Kystverket og bliver lejet af Oslofjordens Friluftsråd som har udlejning af fyrvogterbygningen.

## Eksterne kilder og henvisninger
- Norsk fyrliste 2012 (Webside ikke længere tilgængelig) Kystverket
- Fyrsteilene fyrstasjon